# Bisbat d'Albacete
El Bisbat d'Albacete (Albasitensis) és una diòcesi catòlica de creació relativament recent que s'estén per la província d'Albacete (Espanya), sufragània de l'Arxidiòcesi de Toledo, amb una extensió de 14.863 km² i 396.987 habitants. És la cinquena d'Espanya per territori i la trenta-cinquena per nombre d'habitants. La seva seu és a la ciutat espanyola d'Albacete. El bisbe de la Diòcesi d'Albacete és, des de l'any 2006, Monsenyor Ciriaco Benavente Mateos. La patrona de la diòcesi és la Verge de los Llanos, patrona al seu torn de la ciutat d'Albacete.

## Origen
La seu va ser creada per butlla de Pius XII de 2 de novembre de 1949. El document va ser executat per decret d'1 de juliol de 1950, del nunci apostòlic Gaetano Cicognani. Gairebé simultàniament es constituïren les diòcesis de Sant Sebastià i Bilbao.
Per a la constitució de la base territorial de la nova diòcesi va prendre parròquies i arxiprestats d'altres diòcesis: Se separaren de la diòcesi de Cartagena, els arxiprestats d'Albacete, Almansa, Casas-Ibáñez, Chinchilla, Hellín, Jorquera i Yeste, que pertanyent abans a la diòcesi de Cartagena, ho eren civilment de la província d'Albacete; de la diòcesi de Conca se'n desprengué l'arxiprestat de la Roda, que comprèn les parròquies de la Roda, Fuensanta, Madrigueras, Casas de Roldán, Montalvos, Tarazona de la Mancha i Villalgordo del Júcar. Finalment, de la diòcesi d'Oriola es va separar la ciutat de Cabdet. Originalment la diòcesi estava adscrita a l'Arquebisbat de València
Posteriorment la zona d'Alcaraz i Campo de Montiel, pertanyents a la Diòcesi de Toledo, van entrar a formar part de la recentment creada Diòcesi d'Albacete.
Una resolució del Ministeri de Justícia, de 5 d'octubre de 1957, entre altres modificacions, va reincorporar la parròquia de Casas de Roldán a la diòcesi de Conca, que de nou es va agregar a la d'Albacete per trobar-se el seu territori a la província civil respectiva, mesura que obeeix a la necessitat de posar en pràctica el concordat, pel que fa a la revisió de circumscripcions diocesanes, a fi que coincideixin territorialment diòcesis i províncies civils.
L'antiga església parroquial de San Juan Bautista d'Albacete va ser elevada a categoria de catedral.

## Episcopologi
- Cardenal Arturo Tabera Araoz (13 de maig del 1950 - 23 de juliol del 1968) nomenat bisbe de Pamplona-Tudela.
- Monsenyor Ireneo García Alonso (7 de desembre de 1968 - 4 d'agost de 1980, renuncia.
- Monsenyor Victorio Oliver Domingo (27 de maig del 1981 - 22 de febrer del 1996) nomenat bisbe d'Oriola-Alacant.
- Monsenyor Francisco Cases Andreu (26 de juny de 1996 - 26 de novembre del 2005) nomenat bisbe de Canàries.
- Monsenyor Ciriaco Benavente Mateos (des del 16 d'octubre de 2006)

## Divisió administrativa
La diòcesi està dividida en quatre zones pastorals:
- La Zona Pastoral d'Albacete està composta pels tres arxiprestats de la capital.
- La Zona Pastoral de La Manxa està conformada pels arxiprestats de Villarrobledo, La Roda i La Manchuela.
- La Zona Pastoral de Llevant està constituïda pels arxiprestats de Chinchilla, Almansa i Hellín.
- La Zona Pastoral de la Serra compta amb els arxiprestats d'Alcaraz, Elche de la Sierra-Yeste i Peñas de San Pedro.

En el conjunt de la diòcesi hi ha 192 parròquies.
El 1966 es varen erigir quatre nous arxiprestats (Villarrobledo, Balazote, Alcaraz i Elche de la Sierra) amb una certa reorganització de les parròquies.
| Zona Pastoral | Arxiprestat                | Parròquies |
| Albacete      | Albacete I                 | Espíritu Santo, Nuestra Señora de Fátima, Sagrado Corazón de Jesús, San Francisco, San Pedro, Santa Teresa, Nuestra Señora de la Paz i Resurrección del Señor |
|               | Albacete II                | El Buen Pastor, La Purísima Concepción, Nuestra Señora de la Estrella, Nuestra Señora de las Angustias, San José, San Vicente de Paúl i Santo Domingo de Guzmán |
|               | Albacete III               | Nuestra Señora de la Asunción, Nuestra Señora del Pilar, Sagrada Familia, San Juan Bautista i San Pablo |
| La Manxa      | Villarrobledo              | El Ballestero, El Bonillo, Munera, Ossa de Montiel i San Blas, San Sebastián i Santa María de Villarrobledo. |
|               | La Roda                    | Balazote, Barrax - Santa Marta, Fuensanta, La Gineta, La Herrera, Lezuza, Minaya, Montalvos, El Salvador i Santíssim Crist de la Roda, Tarazona de la Mancha, Tiriez, Villalgordo del Júcar i El Jardín. |
|               | La Manchuela               | Abengibre, Alborea, Alcalá del Xúquer, Balsa de Ves, Bormate, Casas de Ves, Casas-Ibáñez, Cenizate, El Cerro, Cubas, Las Eras, Fuentealbilla, La Gila-Marimínguez, Golosalvo, Jorquera, Madrigueras, Mahora, Motilleja, Navas de Jorquera, La Recueja, Tolosa, Villa de Ves - La Pared, Villamalea, Villatoya, Viso el - Cantoblanco i Zulema (Alcalá del Júcar). |
| Levante       | Chinchilla                 | Abuzaderas, Alatoz, Campillo de las Doblas, Carcelén, Casa de las Monjas, Casas de Juan Núñez, Cerrolobo, Corral Rubio, Chinchilla de Monte-Aragón, Estación de Chinchilla, La Felipa, Higueruela, Horna, Hoya Gonzalo, Pétrola, Pozo Cañada, Pozo Lorente, Tinajeros, Valdeganga, Villar de Chinchilla y Villavaliente. |
|               | Almansa                    | Nuestra Señora de la Asunción, San Isidro i San Roque d'Almansa, Alpera, Bonete, San Francisco y Santa Catalina de Caudete, La Higuera i Montealegre del Castillo. |
|               | Hellín                     | Agra, Agramón, Albatana, Aljubé - Villegas, Las Anorias - Pinilla, Cancarix, Cañada de Agra, Cordovilla, Fuenteálamo, Nuestra Señora de la Asunción, Sagrado Corazón de Jesús i San Roque d'Hellín, Horca - Minateda, Isso, Los Mardos, Minas, Mingogil, Mora de Santa Quiteria, Nava de Campana, Ontur, Santiago de Mora, Sierra, i Nuestra Señora de la Asunción, San Antonio y San Roque de Tobarra. |
| La Sierra     | Alcaraz                    | Alcaraz, Bienservida, Canaleja, Povedilla, Reolid, El Robledo, Salobre, Solanilla (Los Chospes, El Cubillo), Vianos, Villapalacios i Viveros. |
|               | Yeste - Elche de la Sierra | Abejuela, Alcantarilla, Arguellite (Los Prados), Cañada Buendía - Los Olmos, Cañada del Provencio (Molinicos), Las Cañadas, Casas de Juan Quílez, Cotillas, Dehesa Iznar, Elche de la Sierra, Férez, Fuente de la Sabina, Fuente Higuera - Claras (Tindavar), Fuentes Paúles, Góntar, La Graya, Jutia, Letur, Majada Carrasca - Moropeche, Molinicos, Morenos - Huebras, Nerpio, Pedro Andrés, Peñarrubia, Rala - Raspilla, Riópar, Sege, Socovos, Tazona, Tus, La Vegallera (Molinicos), Villares - Vicorto, Villaverde del Guadalimar, Vizcable - Belmontes, Yeste i Yetas. |
|               | Peñas de San Pedro         | Casa Sola, Aguas Nuevas, Alcadozo, Los Anguijes, Argamasón, Ayna, Bogarra, Cañada Juncosa, Casas de Lázaro, Fontanar de las Viñas, Liétor, Masegoso, Mullidar - Casa Blanca, Nava de Abajo, Nava de Arriba, Paterna del Madera, Peñas de San Pedro, Peñascosa, Los Pocicos, Pozohondo, Pozuelo, Royo Odrea, Sahúco, El Salobral, San Pedro, Santa Ana i La Solana. |

## Estadístiques
A finals del 2012, la diòcesi tenia 389.740 batejats sobre una població de 402.318 persones, equivalent al 96,9% del total.
| any  | població | població | població | sacerdots | sacerdots       | sacerdots       | sacerdots             | diaques | religiosos | religiosos | parroquies |
| ---- | -------- | -------- | -------- | --------- | --------------- | --------------- | --------------------- | ------- | ---------- | ---------- | ---------- |
| any  | batejats | total    | %        | total     | clergat secular | clergat regular | batejats por sacerdot | diaques | homes      | dones      |            |
| 1950 | 307.000  | 308.270  | 99,6     | 97        | 72              | 25              | 3.164                 |         | 54         | 206        | 82         |
| 1958 | 304.500  | 305.000  | 99,8     | 171       | 135             | 36              | 1.780                 |         | 115        | 387        | 156        |
| 1970 | 341.660  | 342.260  | 99,8     | 223       | 181             | 42              | 1.532                 |         | 59         | 488        | 194        |
| 1980 | 343.000  | 344.000  | 99,7     | 183       | 142             | 41              | 1.874                 |         | 57         | 502        | 191        |
| 1990 | 357.000  | 358.000  | 99,7     | 177       | 135             | 42              | 2.016                 |         | 66         | 484        | 192        |
| 2000 | 356.327  | 361.327  | 98,6     | 185       | 146             | 39              | 1.926                 | 4       | 55         | 428        | 192        |
| 2001 | 356.021  | 361.021  | 98,6     | 187       | 151             | 36              | 1.903                 | 3       | 52         | 425        | 192        |
| 2002 | 362.283  | 367.283  | 98,6     | 189       | 153             | 36              | 1.916                 | 3       | 52         | 410        | 192        |
| 2003 | 366.953  | 371.787  | 98,7     | 189       | 154             | 35              | 1.941                 | 3       | 48         | 374        | 194        |
| 2004 | 371.859  | 376.787  | 98,7     | 195       | 152             | 43              | 1.906                 | 3       | 50         | 372        | 194        |
| 2006 | 376.947  | 384.640  | 98,0     | 181       | 149             | 32              | 2.082                 | 3       | 42         | 394        | 193        |
| 2012 | 376.947  | 402.318  | 96,9     | 171       | 140             | 31              | 2.279                 | 9       | 39         | 312        | 193        |